# Западна Фландрия
Вижте пояснителната страница за други значения на Фландрия.
Западна Фландрия (на нидерландски: West-Vlaanderen) е провинция в Северна Белгия, част от Фламандския регион. Граничи със Северно море на северозапад, с Франция на югозапад, провинция Ено на югоизток, провинция Източна Фландрия на изток и Нидерландия на североизток. Площта на провинцията е 3144 км², а населението – 1 191 059 души (по приблизителна оценка от януари 2018 г.). Административен център е град Брюге.
Провинция Западна Фландрия се подразделя на осем окръга: Брюге, Диксмойде, Ипер, Кортрейк, Остенде, Руселаре, Тийлт и Вьорне.